# Жолотка
Жолотка (рум. Jolotca) — село у повіті Харгіта в Румунії. Входить до складу комуни Дітреу.
Село розташоване на відстані 273 км на північ від Бухареста, 59 км на північ від М'єркуря-Чука, 147 км на схід від Клуж-Напоки, 134 км на північ від Брашова.

## Населення
За даними перепису населення 2002 року у селі проживали 670 осіб, з них 669 осіб (99,9%) угорців. Рідною мовою 669 осіб (99,9%) назвали угорську.